# سيليا أليسون
سيليا أليسون (بالإنجليزية: Celia Allison)‏ هي رسامة كارتون نيوزيلندية، ولدت في 1958.

## وصلات خارجية
- الموقع الرسمي